# Anadia hollandi
Anadia hollandi — вид ящірок родини гімнофтальмових (Gymnophthalmidae). Ендемік Колумбії. Описаний у 2022 році.

## Поширення й екологія
Anadia hollandi відомі з типової місцевості, що лежить у заповіднику Мезеніа-Парамільйо, за 14 км на південь від Хардіна, на півдні департаменту Антіокія, на висоті 2170 м над рівнем моря.